# محوطه داش قلعه
محوطه داش قلعه مربوط به عصر آهن ۳ - دوره اشکانیان - سدهٔ ۶ تا ۹ ه.ق است و در شهرستان مشگین‌شهر، بخش مشکین شرقی، دهستان قره سو، روستای چپقان واقع شده و این اثر در تاریخ ۱۲ دی ۱۳۸۶ با شمارهٔ ثبت ۲۰۳۹۵ به‌عنوان یکی از آثار ملی ایران به ثبت رسیده است.